# Lodde
Die Lodde oder der Kapelan (Mallotus villosus) ist ein kleiner Fisch aus der Familie der Stinte, der in großen Schwärmen im Arktischen Ozean lebt. Im Handel ist sie auch unter ihrem englischen Namen Capelin zu finden.

## Vorkommen
Die Lodde ist ein Schwarmfisch. Die Biomasse der riesigen Schwärme kann in manchen Gebieten Millionen von Tonnen betragen. Sie leben in einer Meerestiefe bis 300 Meter.
Die gemeine Lodde (Mallotus villosus villosus) lebt je nach Jahreszeit im Arktischen Ozean vom Weißen Meer über die Barentssee und im Nordatlantik bis auf die Höhe von Neufundland. Die Unterart Mallotus villosus socialis (auch Pacific Capelin genannt) lebt im Nordpazifik von der Beringstraße bis auf die Höhe von Japan und Korea.

## Erscheinungsbild und Name
Die Männchen werden rund 20 cm lang, die Weibchen bis zu 25 cm. Der Rücken ist olivfarben mit einem fließenden Übergang zu den silbernen Flanken- und Bauchschuppen. Die sehr kleinen Schuppen sind von dunklen Pünktchen umgeben. Die Körperform ist schlank und nur wenig gewölbt. Die Zähne sind winzig und kaum sichtbar.
Die Männchen tragen in der Laichzeit Reihen haarartig besetzter Schuppen an den Seiten, wahrscheinlich zum Zwecke besseren Kontakts mit Weibchen beim Laichen. Sie erinnern angeblich an die Kleidung eines Geistlichen oder möglicherweise auch an eine Mönchstonsur, weshalb der Fisch in Frankreich den Namen capelan trägt (altfranzösisch für Kaplan; von mittellateinisch cappelanus), wovon die englische Bezeichnung capelin und das deutsche Kapelan abgeleitet ist. Von diesem Zottenbesatz kommt auch der Name Lodde(n), altnordisch loðinn ‚zottig‘, und der lateinische Beiname villosus ‚zottig‘, altgriechisch μαλλωτός ‚behaart‘.

## Lebenszyklus

Lebensraum und Wanderungen der Lodde im Nordpolarmeer um Island.
Grüne Fläche: Futtergebiete der ausgewachsenen Tiere
Blaue Fläche: Lebensraum der Jungtiere
Grüne und blaue Pfeile: Wanderung auf Nahrungssuche
Rote Fläche: Laichgebiete
Rote Pfeile: Wanderung in der Laichzeit

Die Lodde wird zwei bis fünf Jahre alt. Die meiste Zeit ihres Lebens verbringen die Schwärme auf hoher See, bis sich Teile von ihnen einmal im Jahr zum Laichen in das flache und wärmere Wasser in Nähe der Küsten begeben. Bevorzugte Laichplätze sind die Küsten von Neufundland, Grönland und Russland, die Südküste von Island und die Fjorde der Finnmark, wobei sie häufig auch in Brack- und Süßwasser vordringen. Die pazifische Unterart laicht an den Küsten von Alaska und British Columbia. Die Laichzeiten liegen je nach Ort zwischen März und Oktober.
Um im flachen Brandungswasser den Laich abzulegen und ihn zu befruchten, halten die Männchen die Weibchen mit den Brust- und Bauchflossen und den haarartigen Zotten fest. Ein einzelnes Weibchen legt zwischen 6.000 und 12.000 Eier ab, die in Trauben aneinanderkleben. Die Brandung spült die Eier bis zu 10 Zentimeter tief in den Meeresgrund, wo die Jungtiere nach 15 bis 20 Tagen schlüpfen. Viele der Fische laichen nur ein einziges Mal im Leben, denn die meisten, von den Männchen fast alle, sterben direkt nach dem Laichen. Eine große Anzahl geht an Entkräftung und Verletzungen zugrunde oder wird an den Strand gespült, noch bevor sie im flachen Küstenwasser Opfer von Seevögeln und Seehunden werden. Aufgrund Erhöhung der Wassertemperatur im Zeitraum von 1995 bis 2019 sind die Bestände der Lodde erheblich nach Norden gewandert.

## Nahrungskette
In den Laichgebieten ist die Lodde ein wichtiger Teil der Nahrungskette. Laich und Jungfische sind eine wichtige Nahrungsquelle für den Kabeljau. Große Kabeljauschwärme folgen der Lodde deshalb bis in ihre Laichgebiete. In einer 2024 veröffentlichten Studie wurde berichtet, dass in der Barentssee ein großer Kabeljauschwarm beobachtet worden war, der binnen vier Stunden rund 10,6 Millionen junge Lodden erbeutete. Auch zahlreiche Seevogelarten sind vom regelmäßigen Laichen der Lodden abhängig.
Die Lodde selbst ernährt sich hauptsächlich von tierischem Plankton am Rande des Eisschelfs. Ausgewachsene Lodden fressen auch Krill, kleine Schalentiere und Fische. Zu ihren Nahrungskonkurrenten gehören der Polardorsch und der Hering.

## Fischerei

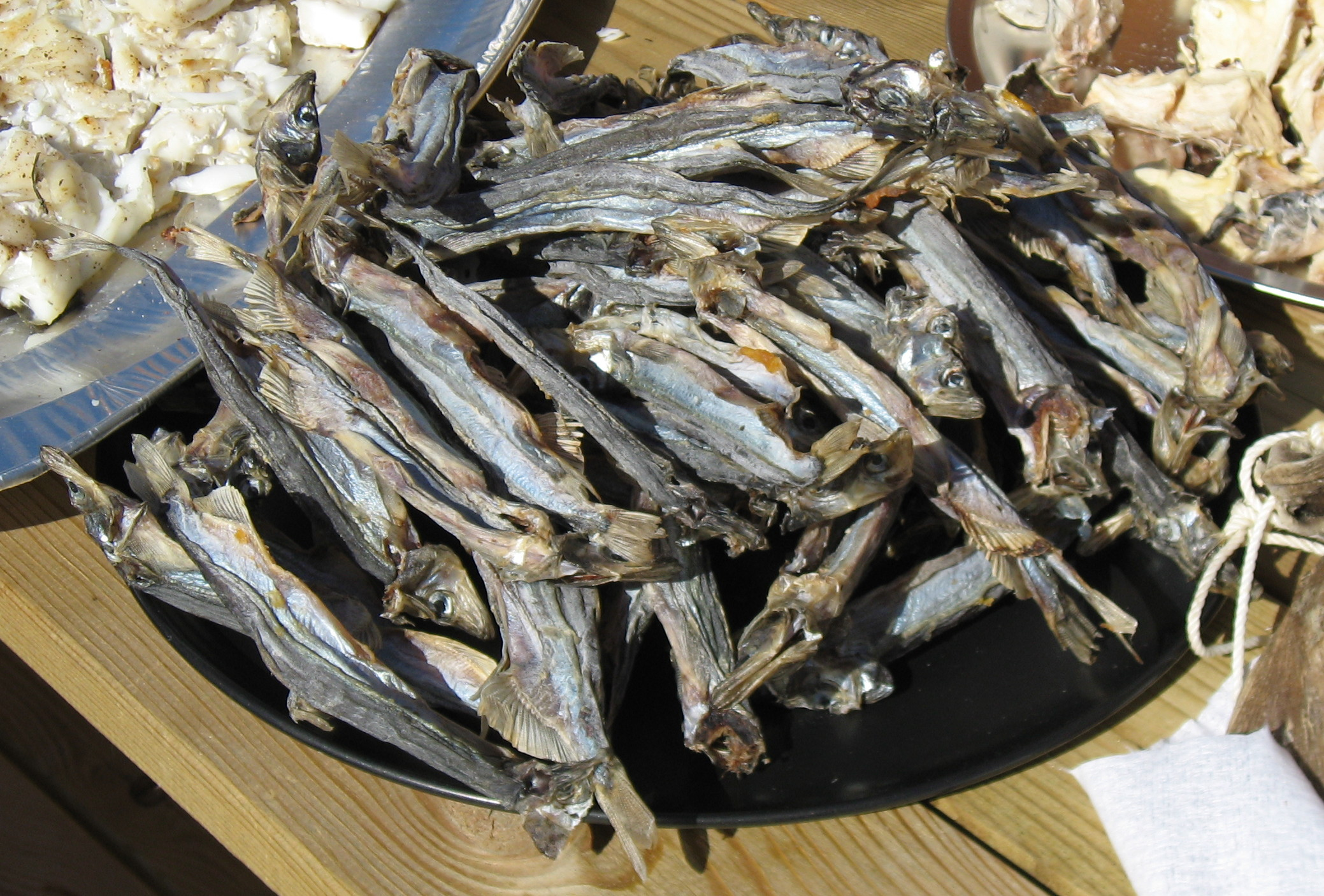
An der Sonne getrocknete Lodde auf einem Buffet in Grönland

Die regionale Fischerei fängt die Lodde in ihren Laichgebieten wohl schon seit Menschengedenken. Als bedeutender Speisefisch hat die grönländische Bezeichnung ammassaat (Pl.) als ammassæt/ammassat (Sg.) auch Eingang ins Dänische gefunden. Seit den 1950er Jahren wird sie jedoch in industriellem Maßstab mit pelagischen Schleppnetzen auf hoher See gefangen. Seither ist die Fangmenge stark gestiegen. Die kommerzielle Ausbeutung der Lodde stieg in den 1970er Jahren bis zur Gefährdung des ganzen Bestandes. Fänge, die zu viele Männchen enthalten, wurden in der kommerziellen Fischerei oft direkt ins Meer zurückgekippt, weil sie weniger Ertrag bringen.
Die Überfischung der Lodde dezimierte auch die Bestände des Kabeljaus und konkurrierender Arten wie dem Polardorsch. Man schätzt, dass für die Produktion von sieben Tonnen Kabeljaufilet ungefähr 100 Tonnen (Verhältnis 1:15) Lodde erforderlich sind.
Seit den 1980er Jahren gibt es staatlich regulierte Fangquoten. Hauptfangländer sind Norwegen, Russland, Island und Kanada, wo es jeweils nationale Höchstfangmengen gibt. Der Bestand der Lodde wird von den nationalen Umweltschutzbehörden überwacht. Zu Beginn der 1980er Jahre waren die Bestände der Lodde auf einem kritischen Tiefstand; sie haben sich trotz der Fangbeschränkungen seither nur teilweise erholt.
Die Weibchen werden hauptsächlich wegen ihres Rogens gefangen, der im Handel als „Capelinrogen“ oder „Isländischer Kaviar“ angeboten wird. Vor allem in Japan ist die Lodde auch ein beliebter Speisefisch („Shishamo“, der Fisch wird einen Tag getrocknet und dann gegrillt). In ihren Laichgebieten wird die Lodde als Trockenfisch verzehrt. Die Männchen werden als sogenannter „Industriefisch“ zu Fischmehl und Fischöl verarbeitet.